# Corona (nanotechnologie)
De corona is een dynamische laag van geadsorbeerde proteïnen rond een nanopartikel in een fysiologische omgeving. Alle vreemde materialen in cellen worden onmiddellijk bedekt met een laag van eiwitten. Deze krans of corona is de interface voor een nanopartikel (en de cel in kwestie).
Huidig onderzoek veronderstelt dat deze proteïnedepositie de verantwoordelijke is voor de eventuele toxische gevolgen van nanopartikels.